# Pristimantis uisae
Pristimantis uisae es una especie de anfibio anuro de la familia Craugastoridae.

## Distribución
Esta especie es endémica del departamento de Boyacá en Colombia. Habita en el municipio de Paipa a unos 2 700 m de altitud en la Cordillera Oriental.

## Etimología
El nombre de esta especie le fue dado en referencia a la Universidad Industrial de Santander.

## Publicación original
- Lynch, 2003 : New species of frogs (Eleutherodactylus: Leptodactylidae) from the Cordillera Oriental of Norte de Santander and Santander, Colombia. Revista de la Academia Colombiana de Ciencias Exactas Físicas y Naturales, vol. 27, n.º 104, p. 449-460.[5]